# الجبهة الجنوبية (الاتحاد السوفيتي)

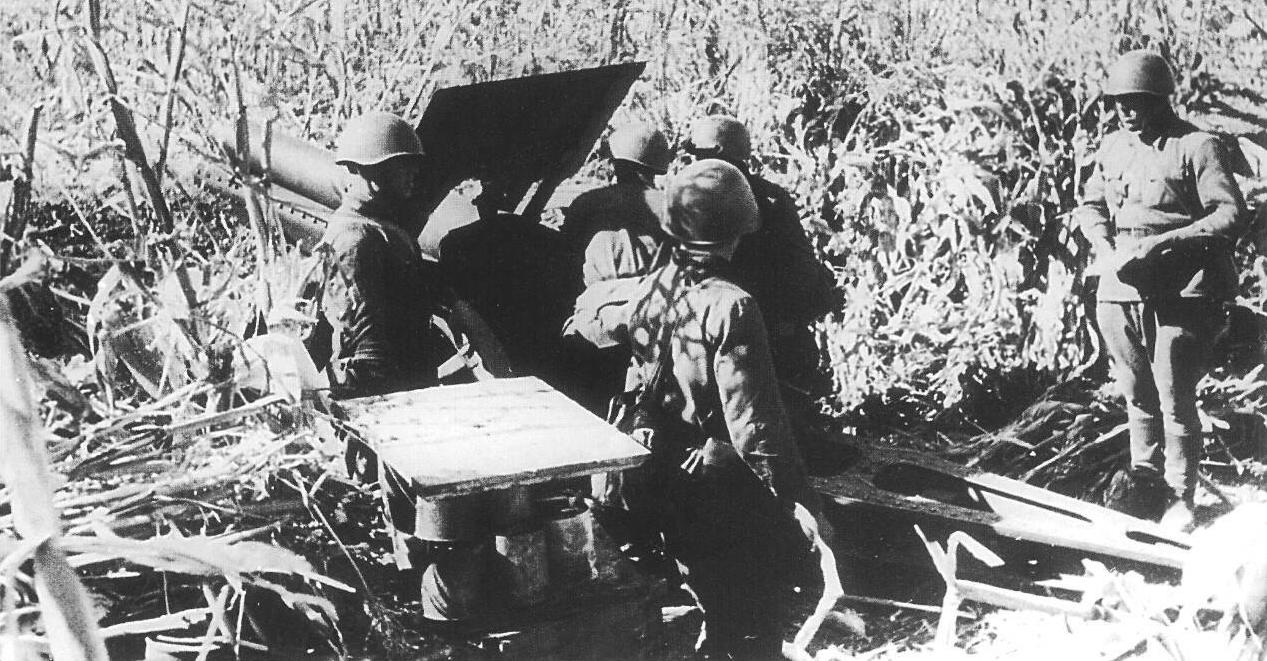

الجبهة الجنوبية هي جبهة - لمجموعة جيوش - من الجيش السوفياتي خلال الحرب العالمية الثانية. وجهت «الجبهة الجنوبية» عمليات عسكرية خلال الاحتلال السوفيتي لبيسارابيا وبوكوفينا الشمالية في عام 1940، ثم تشكلت مرتين بعد الغزو الألماني في يونيو 1941، عملية بارباروسا.
خلال الاحتلال السوفياتي لبيسارابيا وبوكوفينا في عام 1940، نشر السوفييت ثلاثة جيوش ( 12 ، 5 و 9 ).  تتألف الجبهة الجنوبية السوفيتية التي تعارض بيسارابيا وبوكوفينا من 32 (أو 31) فرقة من البنادق ، 2 (أو 3) فرق من البنادق الآلية ، 6 فرق من الفرسان ، 11 لواء دبابات ، 3 ألوية محمولة جواً ، 16 فوج مدفعية من احتياطي القيادة العليا و4 فرق مدفعية ثقيلة. مجموع هذه القوة حوالي 460،000 رجل 12000 بندقية ومدافع الهاون، 3000 دبابة و2160 طائرة.

## التشكيل الأول
بعد الغزو الألماني، أعيد إنشاء الجبهة الجنوبية في 25 يونيو 1941 من القوات في منطقتي موسكو وأوديسا العسكرية، وشملت الجيش التاسع. كان يقودها الجنرال إيفان ف. تيولينيف من يونيو 1941 إلى أغسطس 1941. تولى الفريق ديمتري ريابيشيف منصبه في 30 أغسطس 1941 وتولى القيادة حتى 5 أكتوبر، عندما تولى العقيد الجنرال ياكوف شيريفيتشينكو القيادة، حتى ديسمبر 1941. خلال عام 1941 قاتلت الجبهة في المعارك الحدودية في جنوب أوكرانيا، ودافعت عن أوديسا، ثم أجرت الدفاع والهجوم المضاد الناجح في روستوف أون دون.

### القادة
- الجنرال في الجيش إيفان تيولينيف (21 يونيو 1941 - 20 أغسطس 1941) ،
- الفريق ديمتري ريابشيف (30 أغسطس 1941 - 5 أكتوبر 1941) ،
- العقيد الجنرال ياكوف تشيريتشنكو (5 أكتوبر 1941 - ديسمبر 1941) ،
- الفريق روديون مالينوفسكي (ديسمبر 1941 - 28 يونيو 1942).